# Skæferhus
Skæferhus (dansk) eller Schäferhaus (tysk) er et område og statistisk distrikt i bydelen Sporskifte i det sydvestlige Flensborg. Skæferhus har sit navn fra kroen Skæferhus fra 1734. Selve kroen går tilbage til et fåreholderi, som blev oprettet på stedet i 1722. Området gennemskæres af Hærvejen.
Bebyggelsen, der i dag omtales som Gartenstadt (Haveby), består overvejende af række- og parcelhuse. Området er siden 1911 også hjemsted for byens flyveplads. Lidt nord for flyvepladsen ligger et cirka 415 hektar stor naturfredet område (Stiftelsesland Skæferhus). Naturområdet var tidligere et militært øvelsesområde for det tyske forbundsværn (Bundeswehr). I dag lever her omkring 100 Galloway-kreaturer og koniks, vilde polske heste. Der er en række vandrestier med informationstavler. Området syd for flyvepladsen kaldes også for Jægerslyst, benævnt efter den nu forsvundne gård Jægerslyst. Jægerslyst er også en del af Stiftelsesland Skæferhus. Vest for Skæferhus uden for byens grænser strækker sig Hanved Skov. Skæferhus har cirka 4.500 indbyggere.
I den danske periode indtil 1864 hørte området under Skt. Mariæ Sogn (tidligere Vis Herred, Flensborg Amt)